# Trypostega maculata
Trypostega maculata är en mossdjursart som beskrevs av Tilbrook, Hayward och Gordon 200. Trypostega maculata ingår i släktet Trypostega och familjen Trypostegidae. Inga underarter finns listade i Catalogue of Life.